# Papirus 116
Papirus 116 (według numeracji Gregory-Aland), oznaczany symbolem {\displaystyle {\mathfrak {P}}^{116}} – grecki rękopis Nowego Testamentu, spisany w formie kodeksu na papirusie. Paleograficznie datowany jest na VI lub VII wiek. Zawiera fragmenty Listu do Hebrajczyków.

## Opis
Zachował się tylko fragment jednej karty Listu do Hebrajczyków (2,9-11; 3,3-6).

## Tekst
Fragment jest zbyt krótki, by ustalić jaką tradycję tekstualną przekazuje.

## Historia
Tekst rękopisu opublikował Walter A. Papathomas w 2000 roku. INTF umieścił go na liście rękopisów Nowego Testamentu, w grupie papirusów, dając mu numer 116.
Rękopis datowany jest przez Instytut Badań Tekstu Nowego Testamentu na VI/VII wiek.
Cytowany jest w krytycznych wydaniach greckiego Nowego Testamentu (NA27).
Obecnie przechowywany jest w Austriackiej Bibliotece Narodowej (P. Vindob. G 42417) w Wiedniu.